# Экономика Израиля
Экономика Израиля является рыночной, технологически развитой, со значительным участием государства.
Израиль считается одной из самых развитых стран на Ближнем Востоке по экономическому и индустриальному развитию.

## Обзор
По состоянию на июнь 2015 года страна занимает 53-ю позицию в рейтинге Всемирного банка «Лёгкость ведения бизнеса» и в рейтинге Всемирного экономического форума «Мировая конкурентоспособность». В опубликованном в декабре 2014 года рейтинге «лучших стран для ведения бизнеса», составленным журналом Forbes, Израиль был помещён на 13-е место в мире.
Израиль является второй страной в мире после США по количеству вновь образуемых компаний и имеет наибольшее представительство в списке компаний NASDAQ за пределами Северной Америки. Кроме того, это единственное государство на Ближнем Востоке представленное в листинге NASDAQ: 61 компания из 61-й — израильские (по состоянию на 2011 год).
В Израиль импортируются в основном сырьё, вооружение, средства производства, необработанные алмазы, топливо, зерно, потребительские товары.
Передовые технологии в программном обеспечении, телекоммуникациях, естественных науках делают страну аналогом Кремниевой долины в США (см. Израильская кремниевая долина). Компании Интел, Майкрософт, Apple построили свои первые иностранные центры исследований и разработок именно в Израиле.
Также, в Израиле открыты центры других ТНК сферы хай-тек — SAP, IBM, Microsoft, Oracle, Dell, Google, Cisco Systems и Motorola. В июле 2007 года американский миллиардер Уоррен Баффет купил израильскую компанию Iscar, его первое приобретение за пределами США, за $4 млрд.
В то же время, по мнению аналитика Клайда Марка, израильская экономика не является самодостаточной и зависит от субсидий и помощи из-за рубежа в военной сфере, в первую очередь из США. Израиль лидирует по общей сумме помощи, полученной от США после Второй мировой войны. В 2011 году Израиль получил от США 3,029 млрд долларов, 3,0 млрд из этого — на оборонные расходы. Американская помощь составляет 4,4 % бюджета и 1,2 % ВНП Израиля. В общей сложности с 1949 года Израиль получил более $151 миллиарда (без учёта инфляции) только от США и Германии.
Макроэкономические показатели
В 2007 году Израиль занимал 44-е место в мире по объёму ВВП (232,7 млрд долларов) при населении всего в 7,1 млн человек и 22 место в мире по ВВП на душу населения (по ППС) (33 299 долларов). В 2010 году Израиль был принят в ОЭСР, которая содействует сотрудничеству между странами, твёрдо придерживающимися демократических принципов и проводящими политику свободной рыночной экономики. В эту организацию входят наиболее развитые страны мира.
Государственный бюджет составлял в 2007 году 321,5 миллиарда шекелей, из которых было использовано 96 %. Долги населения государству в виде невыплаченных налогов составили 16 миллиардов шекелей.
Структура ВВП по отраслям в 2007 году была следующая:
сельское хозяйство — 2,7 %,
промышленность — 30,2 %,
сфера услуг — 67,1 %.

### ВВП
Валовой внутренний продукт (ВВП) Израиля в 2011 году, по оценке ЦРУ, составил свыше 239,8 миллиардов долларов США (206 миллиардов в 2008 году, 198 миллиардов в 2007 году).
В 2023 году ВВП Израиля 539 млрд. $ (World Economic Outlook database: April 2023)- 29-е место в мире.
ВВП на душу населения= 55 536$ (World Economic Outlook database: April 2023)- 13-е место в мире.
| Год  | В текущих ценах | В ценах 2005 года |
| ---- | --------------- | ----------------- |
| 2003 | 541,500         | 545,977           |
| 2004 | 568,505         | 573,267           |
| 2005 | 602,504         | 582 290           |
| 2006 | 649,854         | 634,333           |
| 2007 | 686,011         | 667,340           |
| 2008 | 725,142         | 694,036           |
| 2009 | 766,118         | 698,994           |

### ВНП
Валовой национальный продукт (ВНП) по состоянию на сентябрь 2018 года ВВП на душу населения Израиля = 44,019 $ US, а по паритету покупательной способности= 41,020 $ US.
Источник: исследовательский отдел британского издания «Экономист».
| Год                                               | 1950  | 1960  | 1970   | 1980   | 1990   | 1995   | 2000   | 2001   | 2002   | 2003   | 2004   | 2005   |
| ------------------------------------------------- | ----- | ----- | ------ | ------ | ------ | ------ | ------ | ------ | ------ | ------ | ------ | ------ |
| ВНП (млрд NIS, в ценах 2005 г.)                   | 26,05 | 63,69 | 163,90 | 269,62 | 400,37 | 583,68 | 768,09 | 753,71 | 746,28 | 751,33 | 802,70 | 840,48 |
| ВНП На душу населения (тыс. NIS, в ценах 2005 г.) | 15,17 | 25,23 | 41,59  | 53,56  | 63,82  | 75,31  | 84,01  | 81,55  | 79,16  | 78,92  | 81,25  | 84,02  |

### Рейтинги
| Дата       | Рейтинг по международной шкале | Рейтинг по международной шкале | Рейтинг по международной шкале | Рейтинг по международной шкале | Рейтинг по международной шкале | Рейтинг по международной шкале |
| Дата       | В иностранной валюте           | В иностранной валюте           | В иностранной валюте           | В национальной валюте          | В национальной валюте          | В национальной валюте          |
| Дата       | Долгосрочный                   | Прогноз                        | Краткосрочный                  | Долгосрочный                   | Прогноз                        | Краткосрочный                  |
| ---------- | ------------------------------ | ------------------------------ | ------------------------------ | ------------------------------ | ------------------------------ | ------------------------------ |
| 03—08 2018 | АА-                            | Стабильный                     | А-1+                           |                                |                                |                                |
| 09-12-2010 | А                              | Стабильный                     | А-1                            | АА-                            | Стабильный                     | А-1+                           |
| 27-11-2007 | А                              | Позитивный                     | А-1                            | АА-                            | Стабильный                     | А-1+                           |
| 13-02-2007 | А-                             | Позитивный                     | А-1                            | А+                             | Позитивный                     | А-1                            |
| 11-01-2005 | А-                             | Стабильный                     | А-1                            | А+                             | Стабильный                     | А-1                            |
| 31-10-2002 |                                |                                |                                | А+                             | Негативный                     | А-1                            |
| 11-04-2002 | А-                             | Негативный                     | А-1                            | АА-                            | Негативный                     | А-1+                           |
| 23-10-2000 | А-                             | Стабильный                     | А-1                            | АА-                            | Стабильный                     | А-1+                           |
| 16-02-2000 | А-                             | Позитивный                     | А-1                            | АА-                            | Позитивный                     | А-1+                           |
| 01-08-1996 |                                |                                |                                | АА-                            | Стабильный                     | А-1+                           |
| 04-12-1995 | А-                             | Стабильный                     | А-1                            |                                |                                |                                |
| 21-09-1993 | BBB+                           | Стабильный                     | А-2                            |                                |                                |                                |
| 19-01-1993 | BBB                            | Стабильный                     | А-2                            |                                |                                |                                |
| 10-01-1993 | BBB-                           | Позитивный                     | А-3                            |                                |                                |                                |

## История

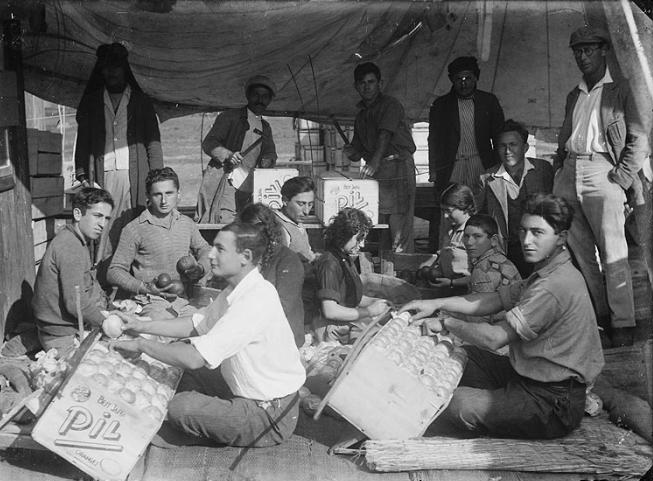
Упаковка цитрусовых в Хадере до образования государства Израиль

В начале XX века территория будущего Государства Израиль представляла собой малонаселенную провинцию Османской империи с аграрной экономикой. До Первой мировой войны существовали
лишь немногочисленные промышленные предприятия, созданные, главным образом, еврейскими филантропами и миссионерскими организациями. В 1920-30-е годы приток еврейских иммигрантов из Европы способствовал развитию промышленности.

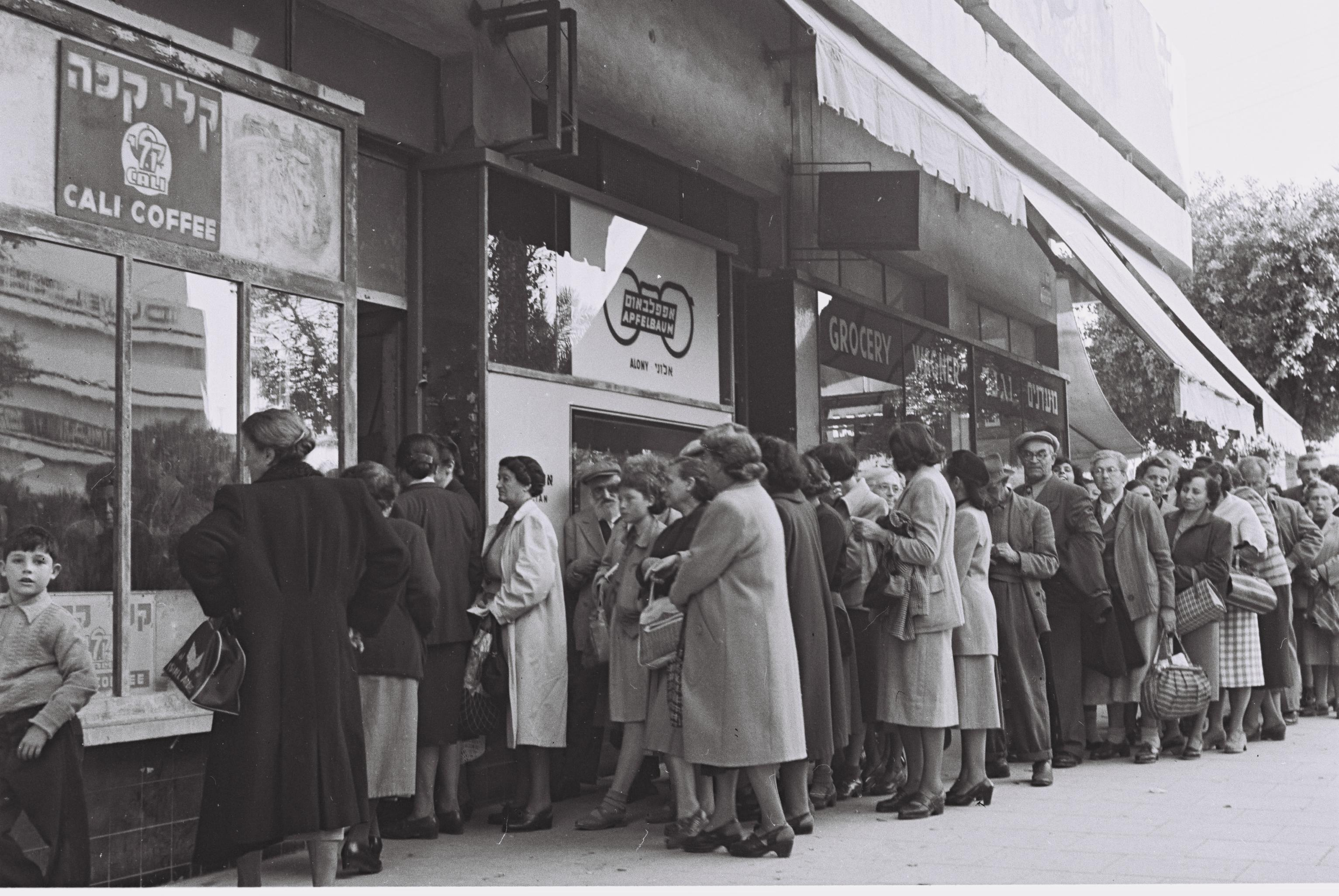
Очередь за продуктами по карточкам в Тель-Авиве, 1954 год

После обретения Израилем независимости в 1948 году проблема нехватки потребительских и инвестиционных товаров, сырья и материалов, дефицита валютных ресурсов была так остра, что страна не раз была на грани банкротства. В 1949 году был введён «режим аскетизма» — система мер по рационированию важнейших товаров и контролю над их ценами.
Определяющим для развития израильской экономики стал период стремительного экономического роста с середины 1950-х по середину 1970-х годов. Быстро развивались как ориентированные на внутренний рынок отрасли промышленности (пищевая, текстильная, швейная и кожевенная, изготовление стройматериалов), так и ориентированные на экспорт алмазогранильная промышленность и отдельные подотрасли химической промышленности.
Основным двигателем структурной перестройки израильской промышленности в 1970-80-е годы стал стремительный рост и углубление специализации наукоемкого производства, во многом благодаря военным заказам государства. Рос экспорт вооружений из Израиля. Также, наряду с чисто военной промышленностью, быстро развивалось высокотехнологичное производство, выпускавшее продукцию двойного и гражданского назначения.
По удельному весу промышленности в производстве и занятости Израиль так и не достиг уровня стран с ярко выраженной индустриальной специализацией. Наоборот, с 1991 года доля промышленности в ВВП постоянно сокращалась в результате перехода к постиндустриальной экономике. В 1996 году Б. Нетаньяху сказал, что Израиль оказался единственным в мире технологическим государством, которое в своем развитии не прошло стадии индустриальной экономики.

## Инновационный сектор

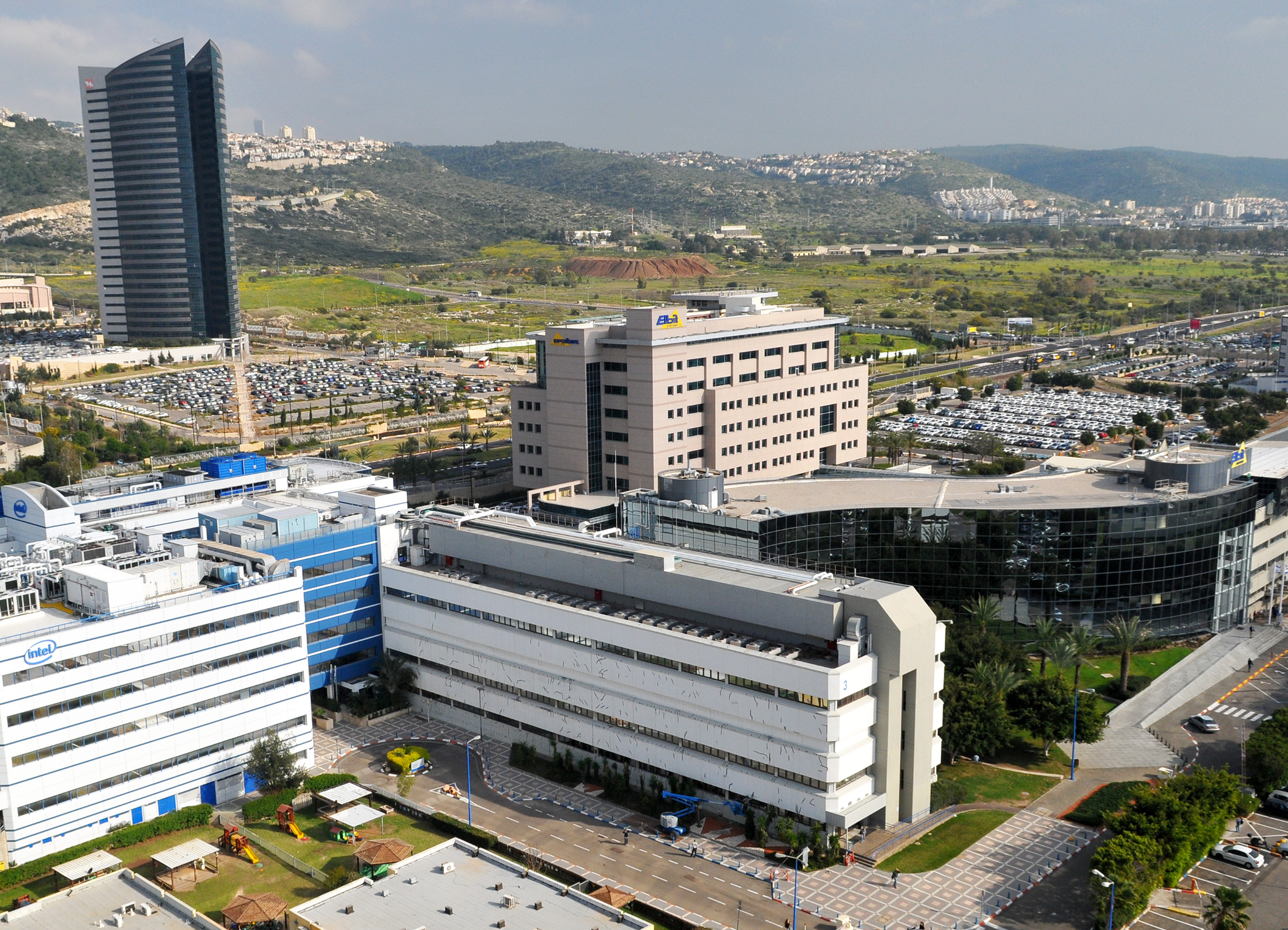
Парк высоких технологий Матам в Хайфе. Впереди — здания Intel и Elbit Systems.

Инновационный сектор Израиля успешно развивается благодаря государственным инвестициям в развитие высокотехнологичной оборонной отрасли, привлечению иностранных инвестиций, созданию так называемых «технологических теплиц» (инкубаторов), где разрабатываются технологии с высоким экспортным потенциалом. В Израиле было создано огромное число компаний типа «стартап». По данным на 2006 год, отрасль высоких технологий Израиля создавала 17 % ВВП страны, в ней трудились 185 тысяч работников. Государство ведёт политику субсидирования предприятий, занятых исследованиями и внедрением новых технологий, ежегодно на эти цели выделяется около $400 млн. При министерстве промышленности и торговли существует Бюро Главного учёного. При условии успешной реализации продукции выплачиваются компенсации министерства в виде процентных отчислений.

## Промышленность и энергетика
В структуре промышленного производства преобладает высокотехнологичная продукция, а также товары из бумаги и древесины, поташ и фосфаты, лёгкая промышленность, напитки, табак, едкий натр, цемент, строительство, товары из металлов, химикаты, пластик, обработка алмазов, текстиль, обувь. Рост промышленного производства в 2007 году составил 4,1 %.
Объём экспорта продуктов химической промышленности составлял в 2003 году около 14 % всей промышленной продукции Израиля. В 2007 году израильские компании экспортировали вооружений на сумму $4,3 млрд, что ставит страну на четвёртое место в мире по экспорту оружия и оборонных технологий, после США, России и Франции.. Экспорт продукции высоких технологий в первом квартале 2008 года составил $4 млрд.

## Энергетика
Доля суммарных запасов энергоносителей в Израиле, по оценочным данным EES EAEC (на основе данных Управления энергетической информации Министерства энергетики США на декабрь 2015 г.) в мировых составляет около 0,028 %. В структуре запасов свыше 99 % приходится на природный газ
Ключевая энергетическая организация — Министерство национальной инфраструктуры, энергетики и водоснабжения Израиля.
Принципиальной особенностью развития энергетики Израиля за период с 1948 по 2016 гг. являлись опережающие темпы электроэнергетики, что в решающей степени обусловило модель технологического развития страны и связано, главным образом, с вертикально-интегрированной структурой организации и управления электроэнергетическим комплексом и главенствующей ролью государства.

### Электроэнергетический комплекс
На 31 декабря 2019 г. установленная мощность электростанций национальной электроэнергетической системы — 18 923 МВт.
Производство электроэнергии-брутто в 2019 г. — 72 504 млн кВт∙ч
23 % электроэнергии в Израиле производится (на 2022) на угольных электростанциях
Ключевыми субъектами электроэнергетики Израиля являются:
Электрическая компания Израиля — вертикально-интегрированная государственная электроэнергетическая корпорация;
רשות החשמל (The Electricity Authority) — национальный регулятор.
К числу ключевых субъектов следует также отнести крупнейшие (1000 МВт и выше) электростанции, а именно: 

ТЭС «Орот Рабин» (2605 МВт) — крупнейшая электростанция Израиля, ТЭС «Рутенберг» — 2290 МВт, ТЭС «Эшколь» — 1693 МВт,
Hagit CCGT — 1394 МВт, Gezer ССGT — 1336 МВт, Ramat Hovav CCGT — 1137 МВт, Haifa power station — 1110 МВт.
Структура установленной мощности и производства электроэнергии на конец 2019 г. и их динамика за период с 1950 по 2019 гг. приведены в нижеследующих диаграммах:

Структура установленной мощности электростанций Израиля (на конец 2019 г.), МВт (проценты)
Динамика установленной мощности электростанций Израиля, 1950—2019 гг. (на конец периода), МВт
Структура производства электроэнергии-брутто в Израиле в 2019 г., млн кВт∙ч (проценты)
Динамика производства электроэнергии-брутто в Израиле, 1950—2019 гг., млн кВт∙ч

Принятые сокращения: IEC — Israel Electric Company; PEP (IPP) — Private electricity producers (without renewable energies); RES — Renewable energies

Стоимостные показатели электроэнергетики и их структура: 

По данным Центрального статистического бюро Израиля, на долю электроэнергии приходится около 2,2 % семейных расходов

Структура выручки от реализации по технологическим стадиям производства электроэнергии, 2017—2019 гг.[36],  проценты
Структура выручки от реализации электроэнергии по секторам за 2019 год (текущие цены)[36], проценты
Средние цены  на электроэнергию (в текущих ценах) в Израиле, 2002—2010 гг., ILS/100 за кВт∙ч[37]
Средние расчетные цены  на электроэнергию в Израиле, 2012—2017, 2018 (9 месяцев) гг., ILS/100 за кВт∙ч[38]

## Сельское хозяйство

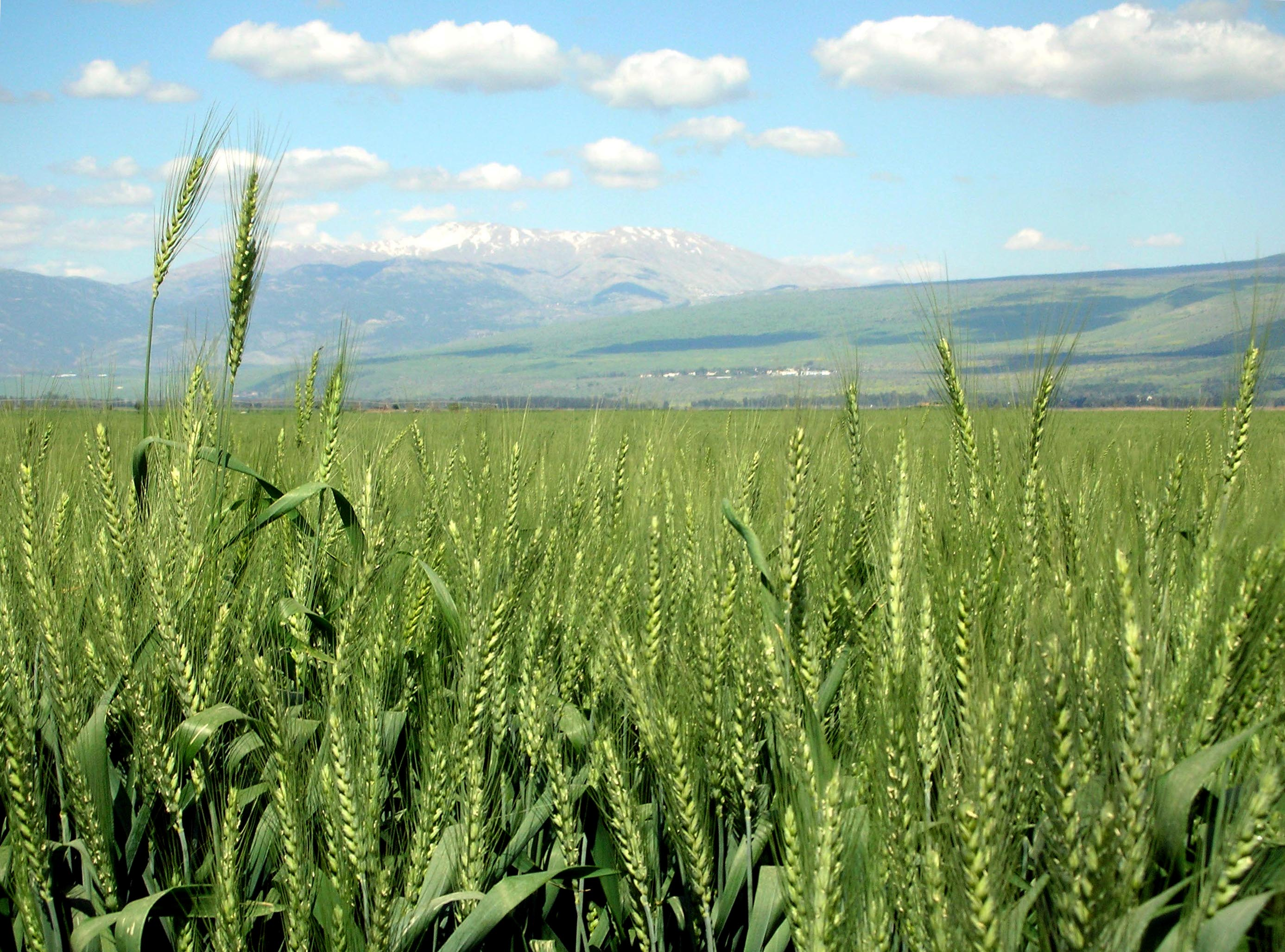
Поле пшеницы в Израиле

В Израиле развито сельское хозяйство, в структуре которого преобладает стойловое животноводство. Большая часть производства сосредоточена в частном секторе, в то время как доля кибуцев постепенно сокращается.
Наиболее важные отрасли сельского хозяйства: производство цитрусовых, овощей, хлопка, говядины, мяса птицы, молочное животноводство.
Средняя израильская корова дает в год 12 083 литра молока (http://www.news1.co.il/Archive/001-D-364567-00.html Архивная копия от 6 декабря 2018 на Wayback Machine), что на 2239 литров превышает среднюю удойность американской коровы и на 5374 литра — показатели средней европейской коровы. Общее производство молока в Израиле составило 1,3 млрд тонн.
Рекордный годовой удой в Израиле составляет 18 900 литров в год при жирности 5 %..
Общая площадь посевов составляет 440 тыс. га, из которых орошаемых 255 тыс. Сельскохозяйственный сектор потребляет 60—72 % воды. Это связано с тем, что на 60 % территории страны вести сельскохозяйственную деятельность можно только при условии круглогодичного искусственного полива.
Собственный сельскохозяйственный сектор обеспечивает Израиль продуктами питания на 95 %, при этом большое количество продукции экспортируется. Импортируются в страну зерно, масличные культуры, мясо, кофе, какао и сахар В сельском хозяйстве при этом занято 3,5 % работающего населения страны..
Каждый человек, работающий в этом секторе, в состоянии прокормить 95 соотечественников. Для сравнения: в США этот показатель равен 1:79, в России — 1:14,7, в Китае — 1:3,6.

## Транспорт и коммуникации
Транспорт

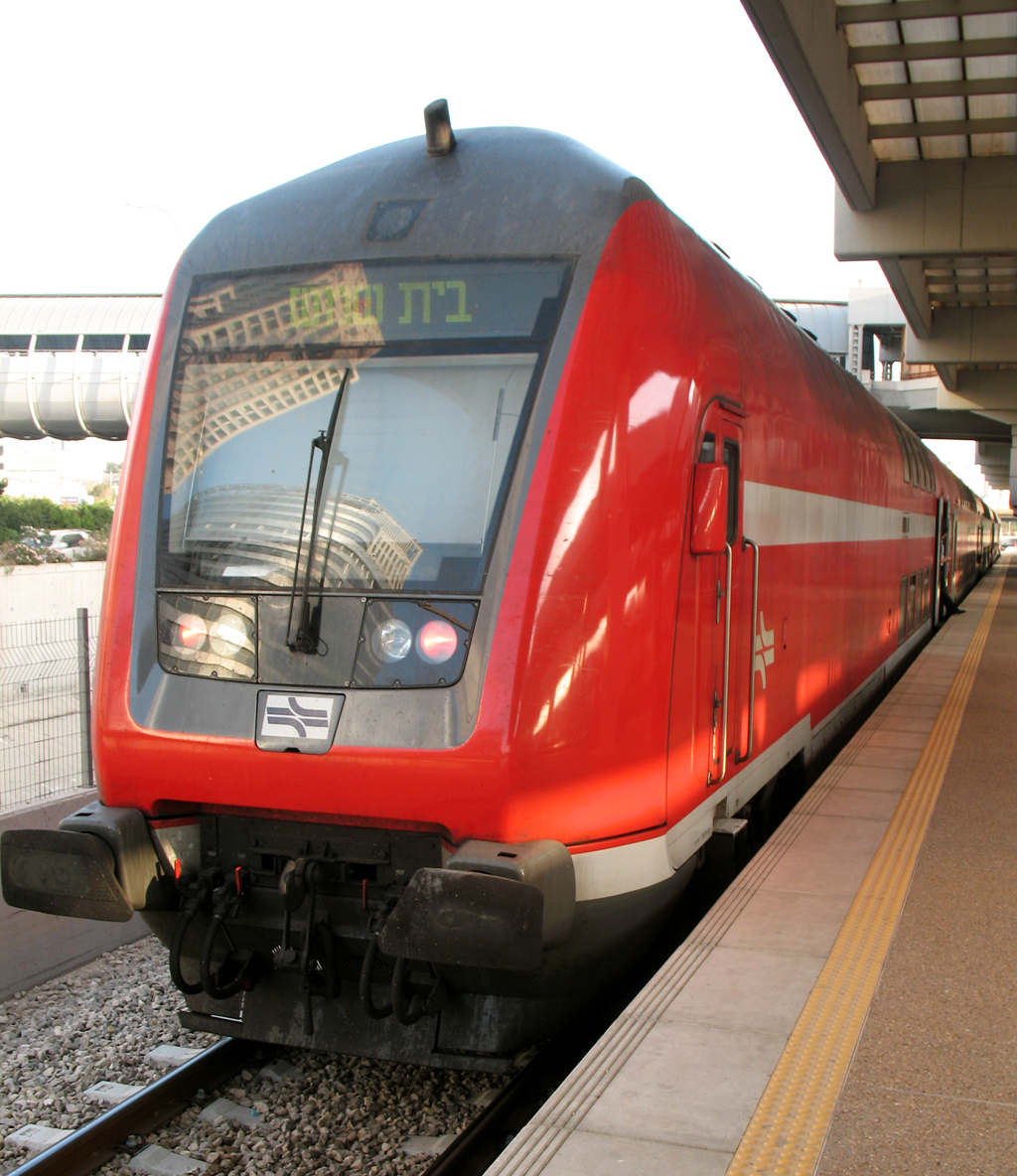
Стандартный двухэтажный состав Bombardier израильских железных дорог

Общая протяжённость железных дорог составляет 853 км. Ширина колеи — 1435 мм. Протяжённость автомобильных дорог — 17 686 км (все с твёрдым покрытием), из них 146 км — скоростные автострады. В стране имеется 53 аэропорта. Из них 30 с твёрдым покрытием, 23 — с грунтовыми посадочными полосами. 3 аэропорта — в Эйлате, Лоде и Овде (Увде) являются международными. Общая длина газопроводов — 160 км; нефтепроводов — 442 км. Четыре действующих порта располагаются в Ашдоде, Хадере, Эйлате и Хайфе. С 6 сентября 2007 года в Хайфе действует первый частный порт в стране. Автобусные линии связывают практически все населённые пункты. Автобусы на данный момент являются основным видом общественного транспорта. Крупнейшая автобусная компания Израиля «Эгед» в 2001 году была второй по величине в мире. Второй по величине автобусной компанией Израиля является «Дан». Транспорт в Израиле не работает в шаббат (с вечера пятницы до вечера субботы). Исключение составляют внутренние рейсы в Эйлате, Хайфе и Нацрат-Илите, а также такси, которые работают всегда. В Хайфе действует самое маленькое в мире метро — Кармелит. В 2023 году начала работать Легкорельсовая транспортная система Тель-Авива. В 2011 году Иерусалиме открыта первая в Израиле скоростная трамвайная система. В Хайфе действует такой вид транспорта, как Метронит.

### Связь
Министерство связи Израиля является регулятором деятельности всех организаций, работающих в сфере связи.
Телефонная связь
Стационарная телефонная связь внутри страны осуществляется компаниями:
- Безек
- Хот
- Кавей Заhав 012 Smile
- 013 NetVision.

Мобильная телефонная связь в Израиле осуществляется компаниями:
- Пелефон
- Селком
- Оранж
- Hot Mobile
- Голан Телеком
- Рами Леви Тикшорет
- YouPhone
- HomeCellular
- 012mobile

Все телефонные номера в Израиле семизначные. С 2008 года стал возможен переход с сохранением номера телефона из одной телефонной компании в другую, и теперь нет однозначного соответствия между префиксом номера и обслуживающей компанией.
На территории Палестинской автономии мобильная связь осуществляется местной компанией Палтель, чьи телефонные номера также семизначные и начинаются с префикса 059.
Интернет
Израиль имеет развитую индустрию IT и его население считается одним из самых технологически грамотных в мире. В 2008 году 75,0 % населения страны имеет доступ в Интернет и 90 % из них — широкополосный доступ, что значительно больше чем в любой другой стране Ближнего Востока. По данным на 2008 год, Израиль занимает второе место в мире по количеству компьютеров с выходом в Интернет на душу населения.
Опрос, проведённый в феврале 2009 года по заказу израильского министерства промышленности и торговли, показал, что в стране 3,3 миллиона пользователей Интернета. Это — 61,6 % населения старше 14 лет.
Стационарное подключение к израильским интернет-провайдерам осуществляется компаниями
Безек (по технологиям ISDN, ADSL, HDSL, Frame Relay, ATM, NGN) и Хот (по технологии DOCSIS 3,0). Подключение к Интернету осуществляется следующими интернет-провайдерами:
- 013 Нетвижн
- 012 Smile Кавей Заhав
- 014 Безек Бейнлеуми
- Интернет Римон
- HOTnet

Специальные интернет-провайдеры:
- Теhила
- МАХБА

Распределение IP-адресов, обслуживание домена .il и многое другое осуществляется Израильской интернет-ассоциацией.
Почтовая связь
Почтовая связь в Израиле осуществляется государственной компанией Доар Исраэль — Почта Израиля (постановлением правительства 31 марта 2006 года Почтовое управление при Министерстве связи — Рэшут ха-доар было преобразовано в государственную компанию), а также частными почтовыми агентствами и курьерскими компаниями, крупнейшими из которых являются UPS, DHL, FedEx и TNT N.V..

## Финансовый сектор и торговля
Тель-Авивская фондовая биржа была основана в 1953 году и с тех пор является единственной биржей в стране.
Золотовалютные резервы составляли 55 млрд долл. США в сентябре 2009 года. В 2005 году внешний долг Израиля достиг 74,4 млрд долл. США.
Израиль является членом ВТО, а также имеет договоры о свободной торговле с ЕС и США. Это компенсирует отсутствие доступа на многие ближневосточные рынки. Основной проблемой израильской экономики многие годы является отрицательное сальдо торгового баланса. Экспорт с 1990-х годов высоко диверсифицирован.

### Банки
Кредитно-банковскую систему возглавляет Банк Израиля, основанный в 1954 году. В конце 1990-х годов правительство провело приватизацию трёх крупнейших банков страны: «Банк Леуми ле Исраэль», «Банк Апоалим» и банка «Банк Дисконт ле Исраэль». По состоянию на 2008 год в Израиле имеется множество коммерческих банков (как местных, так и филиалов иностранных), ипотечных и инвестиционных. Банковская система характеризуется высоким уровнем специализации.
- Банк Израиля — центральный банк
- Почтовый Банк
- Банк Апоалим
- Банк Дисконт
- Банк Игуд
- Банк Леуми
- Банк Бейнлеуми (FIBI)
- Банк Мизрахи-Тфахот
- Банк Меркантиль Дисконт
- Банк Яхав
- Банк Массад
- Банк Ерушалаим
- Банк Оцар Ахаяль
- Банк Ю-Банк (бывший Инвестек)
- Пеппер (первый виртуальный мобильный банк не имеющий физических отделений)

Представительства иностранных банков в Израиле
- Всемирный банк
- Ситибанк — Citibank
- Банк Эйч-Эс-Би-Си — HSBC Bank

Часть филиалов банков Израиля открыто с воскресенья по четверг с 8:30 до 13:00, в понедельник и четверг также и с 16:00 до 18:30. Другая часть филиалов банков работает с понедельника по четверг с 8:30 до 13:00, в понедельник и четверг также и с 16:00 до 18:30 и по пятницам с 8:30 до 12:30. В канун праздников банки работают с 8:30 до 12:00. В праздничные дни банки закрыты. С недавних пор большинство банков не работают или по пятницам или по воскресеньям.

### Валюта

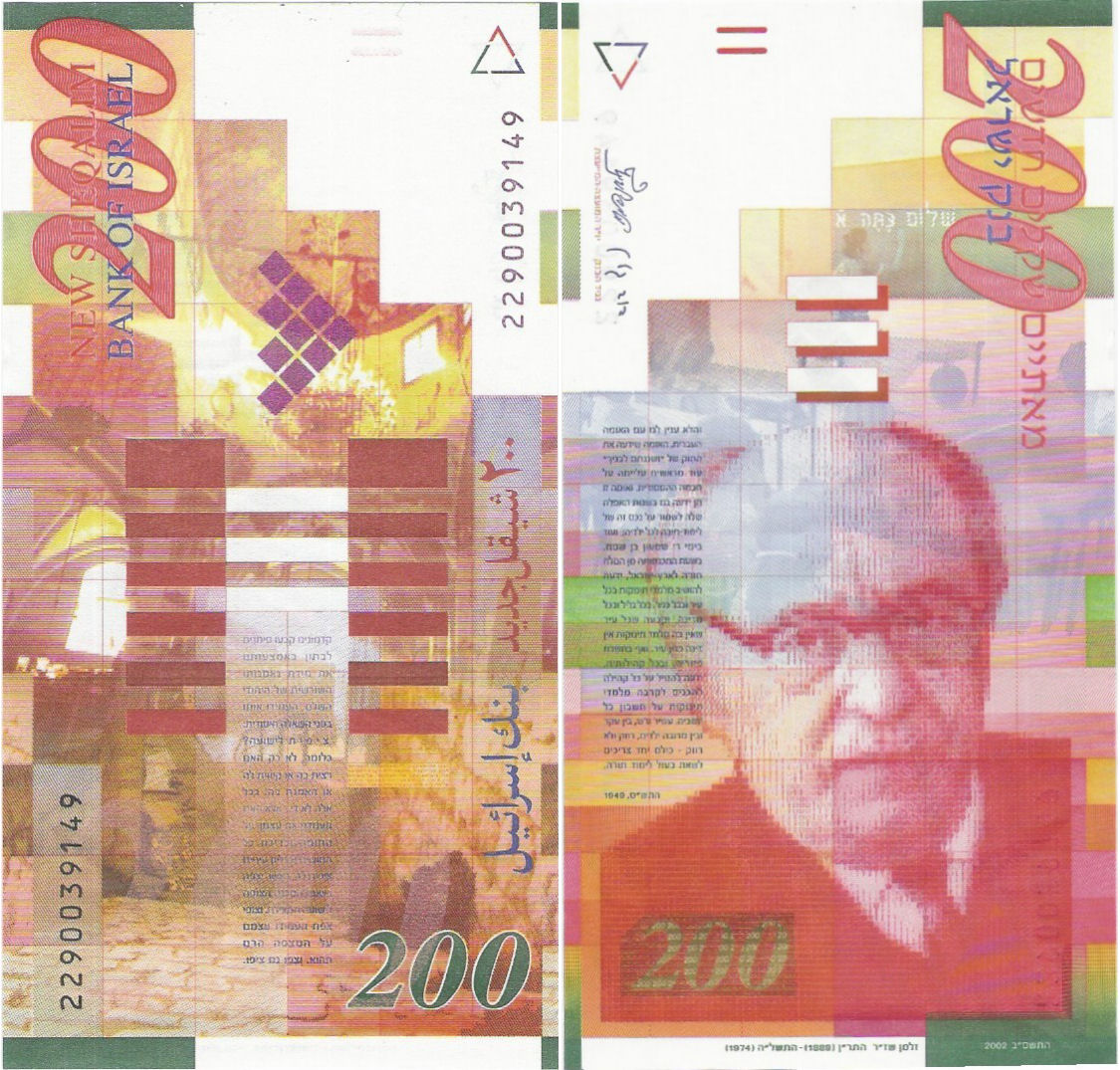
Банкнота в 200 шекелей

Валютой государства Израиль с 4 сентября 1985 года является новый шекель, полное наименование — новый израильский шекель (ивр. שקל חדש‎, шекель хадаш, англ. New Israeli Sheqel). Символы: ₪, NIS, согласно номенклатуре ISO-4217 — ILS.
Сумма наличных денег в обращении, на конец 2010 года, составила около 45 млрд шекелей.
Новый шекель является свободно конвертируемой валютой с 1 января 2003 года. С 26 мая 2008 года новый шекель, наряду с несколькими другими свободно конвертируемыми валютами, используется при расчётах в международной межбанковской системе CLS.
Иностранную валюту можно обменять в банках, в почтовых отделениях и специализированных коммерческих обменных пунктах. Во многих крупных торговых точках, коммерческих компаниях и в отелях к оплате принимается свободно конвертируемая валюта, (предпочтение отдаётся долларам США и Евро), при этом НДС не взимается. Сдачу, однако, при этом могут выдать в шекелях. Туристы освобождены от оплаты НДС, которую им возвращают в отправных точках по предоставлении квитанции. В большинстве магазинов и транспорте, на улице и рынках расплатиться можно только шекелями.
Кредитные карты ведущих мировых платёжных систем принимаются практически повсеместно. Широко распространены банкоматы. Многие банкоматы позволяют снимать наличные в иностранной валюте. Международные кредитные карты и туристические чеки можно также обналичить в отделах иностранной валюты банков без комиссий.

## Внешнеэкономические связи
Основными странами экспорта израильской продукции в 2006 году были США (38,4 %) и Бельгия (6,5 %). В Гонконг было направлено 5,9 % экспорта. По импорту соотношение в 2006 году было следующим: США 12,4 %, Бельгия 8,2 %, Германия 6,7 %, Швейцария 5,9 %, Великобритания 5,1 %, Китай 5,1 %. Согласно прогнозу Банка Израиля, внешнеторговый дефицит в 2008 году должен был составить 0,5 млрд долларов.
Израиль экспортирует бриллианты, машины и оборудование, фрукты и консервы, ткани и одежду, минеральные удобрения и другую химическую продукцию. Одну из самых больших статей дохода Израиля составляет экспорт оружия и оборонной техники. Израиль является одним из крупнейших мировых поставщиков в этой области.
Экспортные заказы оборонных предприятий по годам:
| Годы | Заказы (млрд долл.) |
| ---- | ------------------- |
| 2005 | 3,4                 |
| 2006 | 4,9                 |
| 2007 | 5,6                 |
| 2008 | 6,6                 |
| 2009 | 7,0                 |
| 2010 | 7,4—9,6             |

Отрицательное сальдо платежного баланса покрывается преимущественно за счет займов от правительства США.

### Экономические связи с Россией
Российский экспорт в Израиль на 80 % состоит из сырья. В 2008 году нефтепродуктов было поставлено почти на 1 млрд долларов, что составило почти половину всего российского экспорта в Израиль. За 11 месяцев 2009 года нефтепродуктов было поставлено на 342 миллиона долларов или 39,3 % от всего экспорта.
За 11 месяцев 2009 года необработанных бриллиантов и драгоценных металлов было поставлено на 227 миллионов (26 %), недрагоценных металлов на −74,4 миллиона (8,5 %), различных злаков и зерна на 91,6 миллиона (10,5 %), древесины, бумаги и текстиля на 12 — 15 миллионов каждого.
Израиль поставил в Россию почти на 120 миллионов долларов или 23 % от всего экспорта, сельхозпродукции — овощей, фруктов, цветов, а также на 25 миллиона (4,9 %) продуктов переработки овощей. На 77 миллионов (15 %) драгоценных камней и металлов. На 70 миллионов (14 %) машин, механизмов и электротехнического оборудования, а также на 27 миллионов инструментов и приборов. На 60 миллионов (12 %) фармакологической продукции. На 42 миллиона (8 %) изделий из пластмассы и прочей химической продукции.
С января по август 2010 года израильский экспорт в Россию составил 537,7 миллиона долларов (почти на 100 миллионов больше, чем в 2009 году), а импорт из России достиг 525,6 миллиона долларов по сравнению с 289,7 миллиона в 2009 году. Общий торговый оборот в 2010 году составил 1,063 миллиарда долларов — на 27 % больше, чем в 2009.
По данным ФТС России, в 2012 году товарооборот России с Израилем составил 2909,7 млн долларов и увеличился по сравнению с 2011 годом на 2,1 %. При этом экспорт составил 1624,2 млн долларов и снизился на 0,92 %, импорт — 1285,6 млн долларов и вырос на 17,7 %. Положительное сальдо России в торговле с Израилем в 2012 году составило 338,6 млн долларов. Основная доля экспорта пришлась на следующие товарные группы: минеральные продукты (в основном ТЭК) — 33 %, драгоценные камни и металлы — 37,1 %, злаки — 14,9 %, металлы и изделия из них — 7,4 %. Основную долю импорта составила продукция химической промышленности — 31,7 %, а также фармацевтическая — 19 % и овощи — 18,2 %. В торговле услугами наблюдается рост, но первенство принадлежит израильским компаниям. По данным Банка России, общий оборот в 2011 году составил 1023,2 млн долларов. Экспорт услуг из России — 245,2 млн долларов, а импорт из Израиля — 777,9 млн долларов. Инвестиционное сотрудничество с израильскими фирмами на территории РФ охватывает в основном такие сферы деятельности, как обрабатывающие производства, добыча полезных ископаемых, предоставление торгово-посреднических, консультативных и информационных услуг.
По итогам 2014 года объём импорта сельскохозяйственной продукции из Израиля около 444 миллиона долларов, что на 2,6 % больше, чем в 2013 году.

## Туризм
Туризм, в особенности паломничество, также является важной статьёй доходов Израиля. Благодаря жаркому климату, достопримечательностям и уникальной географии — от заснеженной вершины горы Хермон, где расположена горнолыжная база, и лесов Галилеи до сафари в Иудейской пустыне и пустыне Арава Израиль привлекает большое число туристов. Дополнительное количество туристов было привлечено путём политики отмены виз для российских туристов. Визовый режим с Украиной отменён 9 февраля 2011 года.С декабря 2015 года вступило в силу соглашение о безвизовом режиме между Белоруссией и Израилем.
В 2012 году Израиль посетили 3,5 миллиона человек, что на 4 % больше, чем в 2011 году. Самое большое количество туристов прибыло из США — около 610 тыс. (18 % от всего туризма в стране), это на 4 % меньше, чем в 2011. На втором месте Россия — 590 тыс. туристов, что на 20 % больше, чем в 2011-м.
В марте 2020 года Израиль полностью закрыл границы для туристов из-за коронавирусной пандемии. В конце августа 2020 запрет был продлён до 1 октября 2020.

## Занятость и безработица
Уровень безработицы в Израиле по данным центрального статистического бюро, в апреле 2011 года составлял 5,8 %.
В ноябре 2012 года — составил 6,7 %, по данным Центрального статистического бюро. В апреле 2020 года на фоне пандемии COVID-19 процент безработных в стране составлял более 26 %.

## Доходы населения
С декабря 2017 года минимальный размер оплаты труда был установлен в размере ₪5300 ($1499,09) в месяц. Средний размер оплаты труда (брутто) в Израиле по состоянию на 2022 год составляет ₪14384 ($3742,51) и (нетто) ₪11633 ($3026,74) в месяц.